# Шпичинцы (Житомирская область)
Шпи́чинцы (укр. Шпичинці) — село на Украине, основано в 1611 году, находится в Ружинском районе Житомирской области.
Код КОАТУУ — 1825287501. Население по переписи 2001 года составляет 564 человека. Почтовый индекс — 13611. Телефонный код — 4138. Занимает площадь 4,79 км².

## Адрес местного совета
13611, Житомирская область, Ружинский р-н, с.Шпичинцы, ул.Центральная, 51

## История
В XIX веке село Спичинцы (Шпичинцы) было в составе Бровковской волости Сквирского уезда Киевской губернии. В селе была Рождество-Богородицкая церковь.

## Известные уроженцы
- Щербаковский, Вадим Михайлович  (1876—1957) — украинский историк, археолог, этнограф, искусствовед. Профессор, академик.